# Charles Goulet
Charles Émile Jean Julien Goulet (* 4. April 1902 in Lüttich, Belgien; † 12. März 1972 in Montreal) war ein kanadischer Sänger (Bariton) und Chorleiter.

## Leben
Der Sohn des Geigers Jean Goulet kam im Alter von vier Jahren mit seiner Familie nach Kanada; 1921 erhielt er die kanadische Staatsbürgerschaft. Als er sechs Jahre alt war, gab ihm sein Onkel Joseph-Jean Goulet Violinunterricht, sein Vater unterrichtete ihn in Solfège und Musiktheorie. Ab 1912 hatte er Klavierunterricht bei Armand Bluteau und Orgelunterricht bei Marie-Louise Laurier. Den Klavierunterricht setzte er bei Arthur Letondal fort.
Er spielte zunächst Violine in verschiedenen Ensembles, u. a. im Cercle symphonique Saint-Pierre. Ab 1922 unterrichtete er Violine am Collège Laval in Saint-Vincent-de-Paul und wirkte als Chorleiter und Sänger an der Kirche Saint-Pierre-Apôtre. Nach erfolgreichen Auftritten als Sänger organisierte sein Vater für ihn Gesangsunterricht bei Salvator Issaurel. 1923 kehrte er nach Lüttich zurück und vervollkommnete dort seine Ausbildung bei Fernand Mawet (Klavier und Harmonielehre) und Jules Massart (Gesang). Er wurde Leiter des Männerchores La Legia, mit dem er bei einem Chorwettbewerb im französischen Le Havre den Ersten Preis gewann und selbst als bester Chorleiter ausgezeichnet wurde. 1923 wurde er am Théâtre Royal in Lüttich engagiert und debütierte dort im Dezember des Jahres als Bustamante in Jules Massenets La Navarraise. In zwei Saisons sang er Rollen wie den Silvio in Pagliacci und den Brétigni in Manon und wirkte an der Uraufführung von Tiarko Richepins L’Atlantide mit.
Nach seiner Rückkehr nach Montreal 1925 nahm er bis 1935 die Funktion des Chorleiters an der Kirche Saint-Henri wahr. 1928 gründete er den gemischten Chor Disciples de Massenet, den er mehr als 35 Jahre leitete. Im gleichen Jahr wurde er der Erste Bariton der Société canadienne d’opérette, der er bis 1935 angehörte und bei der er in Joseph Szulc’ Flup debütierte. 1937 wurde er Nachfolger von Joseph Saucier an der Kirche St-Louis-de-France. Diese Stelle hatte er bis 1968 inne.
Mit Antonio Pager gründete Goulet 1930 die Agentur Concerts Goulet-Pager, die Auftritte von Künstlern wie Beniamino Gigli, den Donkosaken, Nino Martini, Conchita Supervia, Ruth Slenczynska, Lys Gauty, Guy Berry, Igor Strawinsky, Samuel Dushkin und den Ballettgruppen von Kurt Joos und Serge Lifar in Montreal organisierte. Daneben gründete er die Künstleragentur Les Concerts canadiens, die er drei Jahre leitete. Mit Lionel Daunais gründete er 1936 die Variétés lyriques, deren Codirektor er bis 1955 war.
Mit seinen Disciple de Massenet gewann Goulet beim Chicagoland Music Festival 1951 den Ersten Preis und wurde als bester Chorleiter ausgezeichnet. Ab 1957 bis zu seinem Tod war er Sekretär des Conseil des arts de la région métropolitaine de Montréal. 1974 wurde er Mitglied der Commission Jeannotte (Groupe de travail sur l’opéra, la musique et la chanson au Québec). Die Société Saint-Jean-Baptiste de Montréal zeichnete ihn mit der Silbermedaille «Bene merenti de patria» aus. Seine Autobiographie Sur la scène et dans la coulisse erschien 1981. In Montreal wurde 1987 die Rue Charles-Goulet nach ihm benannt.